# Aeroflot-Flug 217
Der Aeroflot-Flug 217 (Flugnummer: SU217, Funkrufzeichen: AEROFLOT 217) war ein Charterflug der Aeroflot vom Flughafen Paris-Orly zum Flughafen Moskau-Scheremetjewo mit einem planmäßigen Zwischenstopp auf dem Flughafen Leningrad-Schossejnaja am 13. Oktober 1972. Kurz vor der Landung der Maschine vom Typ Iljuschin Il-62 auf dem Zielflughafen wurde sie in den Boden geflogen, wobei alle 174 Insassen starben. Es handelte sich zu diesem Zeitpunkt um den weltweit schwersten Flugunfall (bis zum Flugunfall bei Kano 1973), den schwersten Flugunfall in der Sowjetunion, den schwersten der Aeroflot (jeweils bis zum Aeroflot-Flug 3352) und den schwersten mit einer Iljuschin Il-62 (bis zum LOT-Flug 5055).

## Maschine
Das Flugzeug war eine 1968 gebaute Iljuschin Il-62 mit der Werknummer 70301. Die Maschine trug das Luftfahrzeugkennzeichen CCCP-86671 und wurde am 14. Juli 1968 an die Aeroflot ausgeliefert. Im Juni 1969 war die Maschine an die ČSA verleast und kehrte im Juli 1969 wieder in die Flotte der Aeroflot zurück. Das vierstrahlige Langstrecken-Schmalrumpfflugzeug wurde von vier Turbinenluftstrahltriebwerken vom Typ Kusnezow NK-8-4 angetrieben. Bis zum Zeitpunkt des Unfalls hatte die Maschine eine kumulierte Betriebsleistung von 4.374 Betriebsstunden absolviert, auf die 1.674 Starts und Landungen (=Flugzyklen) entfielen.

## Passagiere und Besatzung
Den Charterflug hatten 164 Passagiere angetreten, darunter 118 Russen, 38 Chilenen, sechs Algerier, ein Staatsbürger der DDR und ein Australier. Es befand sich eine zehnköpfige sowjetische Besatzung an Bord, die sich in eine fünfköpfige Cockpit- und eine fünfköpfige Kabinenbesatzung aufteilte.

### Cockpitbesatzung
- Flugkapitän war der 44-jährige Alexander Maksimowitsch Sawalni (* 7. Januar 1928). Sawalni wurde 1946 an der Flugschule in Ağstafa (Aserbaidschanische Sozialistische Sowjetrepublik) abgelehnt. Im Jahr 1947 trat er in die Landwirtschaftsschule in Kolomna (Oblast Moskau) ein und wurde dann in der Flugschule Kolomna zum Piloten ausgebildet. Nach seinem Abschluss an einer technischen Schule im Jahr 1950 trat er in die Fliegerschule der Zivilluftflotte in Sasowo (Oblast Rjasan) ein, die er 1951 abschloss, und begann dann als Fluglehrer an derselben Schule zu arbeiten. Im Jahr 1954 zog er nach Krasnodar, wo er in der landwirtschaftlichen Luftfahrt mit der Polikarpow Po-2 flog. Im Jahr 1955 zog er nach Jerewan, wo er mit dem Fliegen der Lissunow Li-2 begann. Im Jahr 1959 wechselte er nach Tscheljabinsk, wo er als Kapitän der Lissunow-Li-2-Staffel und später als Kapitän der Iljuschin Il-18 beschäftigt war. Im Jahr 1966 wechselte er zur Fliegerabteilung am Flughafen Moskau-Domodedowo, wo er als Kapitän der Iljuschin Il-62 eingesetzt wurde. Seit 1969 wurde er von der auf dem Flughafen Moskau-Scheremetjewo stationierten 210. Abteilung der Aeroflot auf internationalen Flugstrecken als Kapitän der Il-62 eingesetzt.
- Erster Offizier war der 47-jährige Nikolai Wasiljewitsch Adamow (* 15. Oktober 1924). Er hatte im Zweiten Weltkrieg an der Schlacht von Stalingrad teilgenommen und war mit Tapferkeitsorden der Sowjetunion ausgezeichnet worden. Nach dem Zweiten Weltkrieg diente er im 41. und 58. Jagdfliegerregiment der Pazifikflotte, wo er Kampfflugzeuge des Typs Mikojan-Gurewitsch MiG-17 flog. Nach seiner Entlassung aus dem Militärdienst 1960 wechselte er in die Zivilluftflotte, qualifizierte sich im Jahr 1962 zum Ersten Offizier an Bord der Antonow An-12 und wurde bei der 254. Abteilung der Polarluftflotte eingesetzt. Drei Jahre später wurde er zum Kapitän der An-12 befördert und innerhalb der Frachtabteilung der Aeroflot auf internationalen Linien eingesetzt. Im Jahr 1971 qualifizierte er sich zum Ersten Offizier an Bord der Iljuschin Il-62 und wurde in Maschinen eingesetzt, welche die Egypt Air von der Aeroflot samt Besatzungen geleast hatte.
- Bordingenieur war Wiktor Pawlowitsch Basurin.
- Bordfunker war Wladislaw Sergejewitsch Kosmin.
- Ein weiteres Besatzungsmitglied war Nikolaj Antonowitsch Schtschur.

### Kabinenbesatzung
Zur fünfköpfigen Kabinenbesatzung gehörten:
- die Flugbegleiterin Nina Aleksejewna Bobnewa
- der Flugbegleiter Wiljam Aleksandrowitsch Karkatschidi
- die Flugbegleiterin Raisa Iwanowna Martschenko
- die Flugbegleiterin Gustawa Juljewna Rjabowa
- die Flugbegleiterin Galina Wassiljewna Rodionowa

## Unfallhergang
Die Maschine befand sich auf einem Charterflug vom Flughafen Paris-Orly zum Flughafen Moskau-Scheremetjewo. Nach einem Zwischenstopp auf dem Flughafen Schossejnaja (Leningrad-Pulkowo) hob sie um 20:59 Uhr Ortszeit wieder ab. Der Flug wurde in einer Flughöhe von 9.000 Metern durchgeführt, später wurde die Besatzung angewiesen, die Flughöhe bis zum Erreichen des Knotenpunktes Bogdanowo auf 7.200 Meter zu reduzieren, später sank die Maschine auf 3.700 Meter. Als sich die Maschine im Anflug auf den Flughafen Moskau-Scheremetjewo in einer Flughöhe von 1.200 Metern und einem Kurs von 160° befand, übermittelte die Flugsicherung den Piloten die Anweisung, auf 400 Meter zu sinken, und den barometrischen Druck für den Höhenmesser. Die Piloten bestätigten den Erhalt des Funkspruches und leiteten den Sinkflug ein, der jedoch nicht beendet wurde. Stattdessen sank die Maschine während des Fluges der dritten Kurve für den Endanflug mit einer Geschwindigkeit von 12 Metern pro Sekunde unter die Flughöhe von 400 Metern, ohne dass die Piloten nochmals die Flugsicherung kontaktierten. Die für den Sinkflug gedrosselte Leistung der Triebwerke blieb bis zum Aufschlag in einem Waldstück 11 Kilometer nördlich des Flughafens Moskau-Scheremetjewo konstant. Der Aufprall erfolgte mit eingefahrenem Fahrwerk, ausgefahrenen Auftriebshilfen und einer Geschwindigkeit von 620 km/h. Alle 174 Insassen kamen dabei ums Leben.

## Ursache
Die exakte Unfallursache konnte nie ermittelt werden. Die Ermittler kamen zu dem Ergebnis, dass bis zum Aufprall alle Flugzeugsysteme einwandfrei funktionierten, auch das Wetter konnte ihrem Urteil nach keine Rolle gespielt haben. Nach Ansicht der Ermittler war die Besatzung in einer Flughöhe von 500 bis 600 Metern und 25–30 Sekunden vor dem Aufprall entweder handlungsunfähig geworden oder sie hatte die Kontrolle über die Maschine verloren. Es wurde für möglich gehalten, dass die Besatzung durch einen Blitzeinschlag handlungsunfähig geworden war oder dass es an den Steuerflächen der Höhenruder eine Fehlfunktion gegeben hatte.